# Primeira Divisão 1993-94
La Primeira Divisão 1993/94 fue la 60.ª edición de la máxima categoría de fútbol en Portugal. Benfica ganó su 30° título.
El máximo goleador fue Rashidi Yekini (Vitória Setúbal), con 21 goles.

## Tabla de posiciones
|    | Equipo               | Pts | PJ | PG | PE | PP | GF | GC |
| -- | -------------------- | --- | -- | -- | -- | -- | -- | -- |
| 1  | Benfica              | 54  | 34 | 23 | 8  | 3  | 73 | 25 |
| 2  | Porto                | 52  | 34 | 21 | 10 | 3  | 56 | 15 |
| 3  | Sporting de Portugal | 51  | 34 | 23 | 5  | 6  | 71 | 29 |
| 4  | Boavista             | 38  | 34 | 16 | 6  | 12 | 46 | 31 |
| 5  | Marítimo             | 38  | 34 | 13 | 12 | 9  | 45 | 40 |
| 6  | Vitória Setúbal      | 34  | 34 | 14 | 6  | 14 | 56 | 42 |
| 7  | Vitória Guimarães    | 33  | 34 | 11 | 11 | 12 | 30 | 31 |
| 8  | Farense              | 33  | 34 | 13 | 7  | 14 | 44 | 46 |
| 9  | Estrela Amadora      | 33  | 34 | 9  | 15 | 10 | 39 | 36 |
| 10 | Gil Vicente          | 31  | 34 | 10 | 11 | 13 | 27 | 47 |
| 11 | Salgueiros           | 31  | 34 | 14 | 3  | 17 | 48 | 56 |
| 12 | União Madeira        | 31  | 34 | 11 | 9  | 14 | 36 | 42 |
| 13 | Belenenses           | 30  | 34 | 12 | 6  | 16 | 39 | 51 |
| 14 | Beira Mar            | 29  | 34 | 9  | 11 | 14 | 28 | 38 |
| 15 | Braga                | 28  | 34 | 9  | 10 | 15 | 33 | 43 |
| 16 | Paços Ferreira       | 26  | 34 | 7  | 12 | 15 | 31 | 49 |
| 17 | Famalicão            | 22  | 34 | 7  | 8  | 19 | 26 | 72 |
| 18 | Estoril-Praia        | 18  | 34 | 5  | 8  | 21 | 22 | 57 |

|  | Clasificado para la Liga de Campeones de la UEFA 1994-95 |
|  | Clasificado para la Recopa de Europa 1994-95             |
|  | Clasificado para la Copa de la UEFA 1994-95              |
|  | Descenso a la Segunda Divisão de Honra                   |

|                            |
| Campeón Benfica 30° título |